# Švedska rukometna reprezentacija
Švedska rukometna reprezentacija predstavlja državu Švedsku u športu rukometu.
Krovna organizacija: Svenska Handbollförbundet
Švedska rukometna reprezentacije je s četiri prva mjesta na Europskim prvenstvima u rukometu i četiri prva mjesta na Svjetskom prvenstvu u rukometu jedna od najuspješniji momčadi na svijetu. Dalje su zaredom osvojili tri srebrne medalje na Olimpijskim igrama. Najuspješniji period su imali između 1988. i 2004., kada su osvojili 13 medalja od 16 mogućih.
Magnus Wislander, igrač te uspješne generacije, je 2000. izabran za igrača stoljeća.
Nakon smjene generacije Švedska reprezentacije nije osvojila ni jednu medalju do Olimpijskih igri 2012. u Londonu. Čak se nisu kvalificirali za Svjetsko prvenstvo 2007.

## Poznati igrači i treneri
- Magnus Andersson
- Per Carlén
- Peter Gentzel
- Ola Lindgren
- Stefan Lövgren
- Staffan Olsson
- Magnus Wislander
- Bengt Johansson
- Magnus Jernemyr
- Ljubomir Vranješ

## Nastupi naOI
- prvaci:
- doprvaci: 1992., 1996., 2000., 2012.
- treći:

## Nastupi na SP
- prvaci: 1954., 1958., 1990., 1999.
- doprvaci: 1964., 1997., 2001., 2021.
- treći: 1938., 1961., 1993., 1995.

## Nastupi naEP
- prvaci: 1994., 1998., 2000., 2002., 2022.
- doprvaci: 2018.
- treći:

## Vanjske poveznice
- Švedski rukometni savez  Arhivirana inačica izvorne stranice od 18. rujna 2013. (Wayback Machine)